# Jadwiga Wajsová
Jadwiga Wajsová-Marcinkiewiczová (30. ledna 1912 Pabianice, Ruská říše – 1. února 1990) byla polská atletka, která startovala hlavně hodu diskem. Reprezentovala Polsko na Letních olympijských hrách v Los Angeles (1932), kde získala bronzovou medaili. O čtyři roky později na Letních olympijských hrách v Berlíně (1936) skončila druhá za Giselou Mauermayerovou a před Paulou Mollenhauerovou, které obě reprezentovaly domácí Německo.